# Colura conica
Colura conica là một loài Rêu trong họ Lejeuneaceae. Loài này được K.I. Goebel mô tả khoa học đầu tiên..